# Видово (Подляское воеводство)

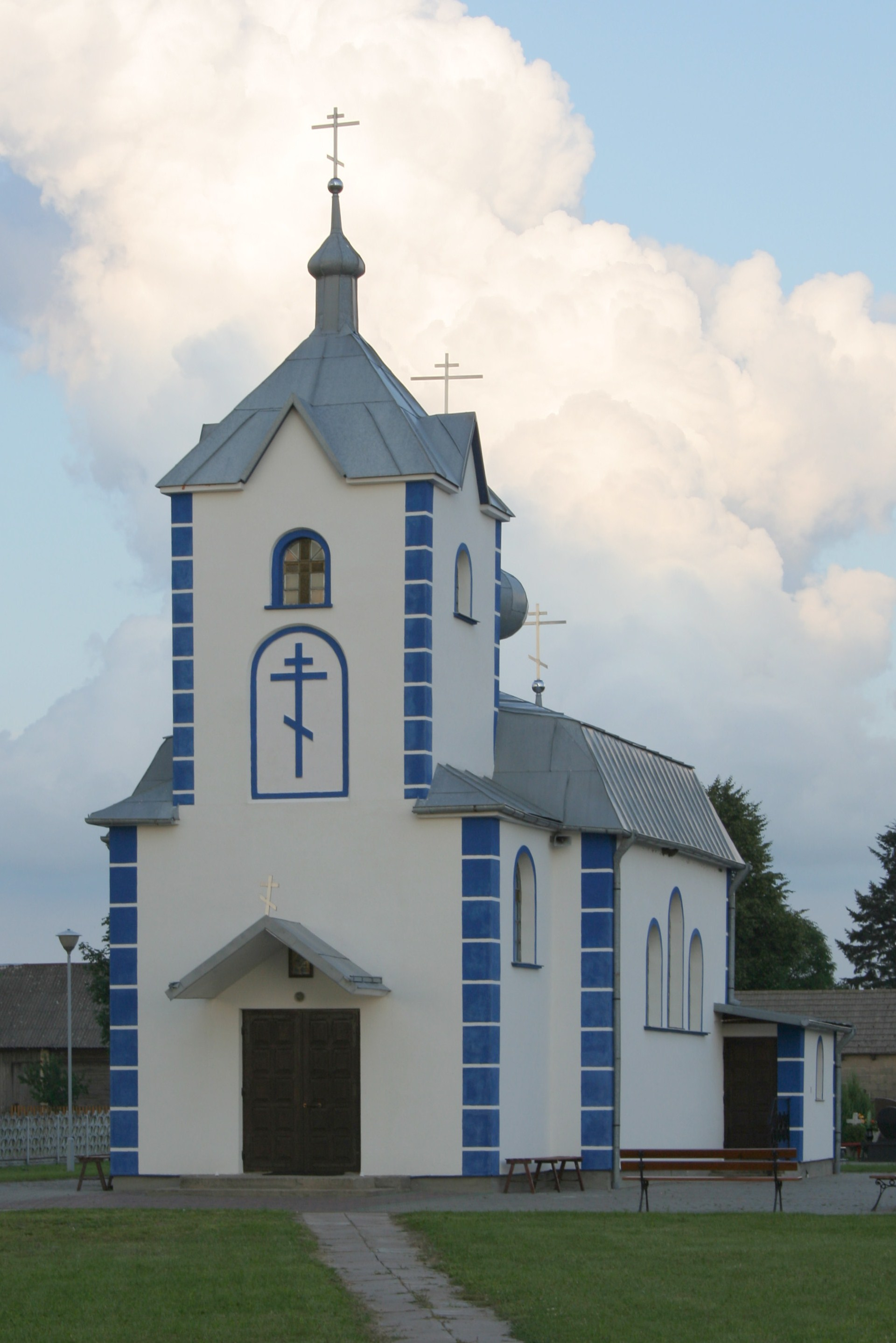
Православная церковь

Видо́во (пол. Widowo) — деревня в Бельском повете Подляского воеводства Польши. Входит в состав гмины Бельск-Подляски. Находится примерно в 3 км к востоку от города Бельск-Подляски. По данным переписи 2011 года, в деревне проживало 559 человек.
Впервые упоминается в 1501 году. В деревне есть православная церковь Касперовской иконы Божией Матери (1996—1999).
В деревне Видово родился польский славист Базыли Бялокозович (1932—2010).